# Gertrude de Saxe (1028-1113)
 (mars 2022).
Si vous disposez d'ouvrages ou d'articles de référence ou si vous connaissez des sites web de qualité traitant du thème abordé ici, merci de compléter l'article en donnant les références utiles à sa vérifiabilité et en les liant à la section « Notes et références ».
Pour les articles homonymes, voir Gertrude.
Gertrude de Saxe, née vers 1028 à Schweinfurt (Franconie) et morte le 4 août 1113 à Furnes (Flandre), est une princesse de la famille Billung, fille du duc Bernard II de Saxe et d'Eilika de Schweinfurt. Elle fut par mariage comtesse de Frise-Occidentale de 1050 à 1061, puis de Flandre de 1071 à 1093. 

## Biographie
Elle est la fille de Bernard II Billung (mort en 1059), duc de Saxe depuis 1011, et de son épouse Eilika (morte après 1055/56), fille du margrave Henri de Schweinfurt. Selon toute probabilité, la famille Billung est de parenté avec les descendants de Widukind, chef des Saxons à l'époque de Charlemagne. 

### Premier mariage
Vers l'an 1050, Gertrude épouse en premières noces Florent Ier (1017-1061), comte de Frise Occidentale, et donne naissance à :
- Thierry V (1052-1091), comte de Hollande ;
- Albert, chanoine à Liège ;
- Pierre, chanoine à Liège ;
- Berthe (1055-1093), mariée en 1072 à Philippe Ier (1053 † 1108), roi de France ;
- Florent, chanoine à Liège ;
- Mathilde ;
- Adèle († 1085 ; filiation non assurée), mariée à Baudouin Ier, comte de Guînes.

En conflit avec le comte Egbert de Brunswick, fils du margrave Liudolf de Frise, Florent est assassiné le 18 juin 1061. Guillaume Ier, évêque d'Utrecht, tente de profiter du jeune âge de l'héritier Thierry V pour mettre la main sur une partie de la Frise Occidentale, avec le soutien de l'empereur Henri IV. Gertrude et ses enfants se réfugient sur les îles de Zélande dominées par les comtes de Flandre. 

### Deuxième mariage
Elle épouse en 1063 Robert le Frison (1033-1093), le second fils du comte Baudouin V de Flandre, qui prend son beau-fils sous sa protection pour régner sur la Frise occidentale (d'où son surnom). Après la mort de son frère aîné Baudouin VI et de son neveu Arnoul le Malheureux, Robert devient tout de même souverain du comté de Flandre en 1071. 
De ce second mariage naissent cinq enfants :
- Robert II (1065-1111), comte de Flandre ;
- Adèle († après 1115), mariée avec le roi Knut IV de Danemark, mère de Charles le bon, puis avec Roger Borsa, duc de Pouilles et de Calabre ;
- Gertrude (1080-1117), mariée à Henri III († 1095) comte de Louvain et de Bruxelles, puis en 1096 Thierry II de Lorraine († 1115) ;
- Philippe de Loo († 1127), dont le fils illégitime Guillaume d'Ypres fut prétendant au comté de Flandre ;
- Ogive, abbesse de Messines, vivante en 1127.